# アレハンドロ・カストロ・フローレス
アレハンドロ・カストロ・フローレス（スペイン語: Alejandro Castro Flores、1987年3月27日 - ）は、メキシコ・メキシコシティ出身のサッカー選手。元メキシコ代表。ポジションはミッドフィールダー、ディフェンダー。

## クラブ経歴
クルス・アスルの下部組織出身。2005年にトップチームに昇格した。2012年にテコスFCに期限付き移籍、2015年にクラブ・ウニベルシダ・ナシオナルに期限付き移籍。2016年にクラブ・ウニベルシダ・ナシオナルに完全移籍した。しかし、2017年にアトレティコ・サン・ルイスに、2018年にサントス・ラグナに期限付き移籍し、契約満了となった。

## 代表経歴
2013 CONCACAFゴールドカップのメンバーに選出され、初戦のパナマ代表戦でスターティングメンバーに選抜、代表初出場。後半にカルロス・アルベルト・ペーニャと交代した。